# Valet de Carreau
Pour les articles homonymes, voir Valet de carreau et Le Valet de carreau.

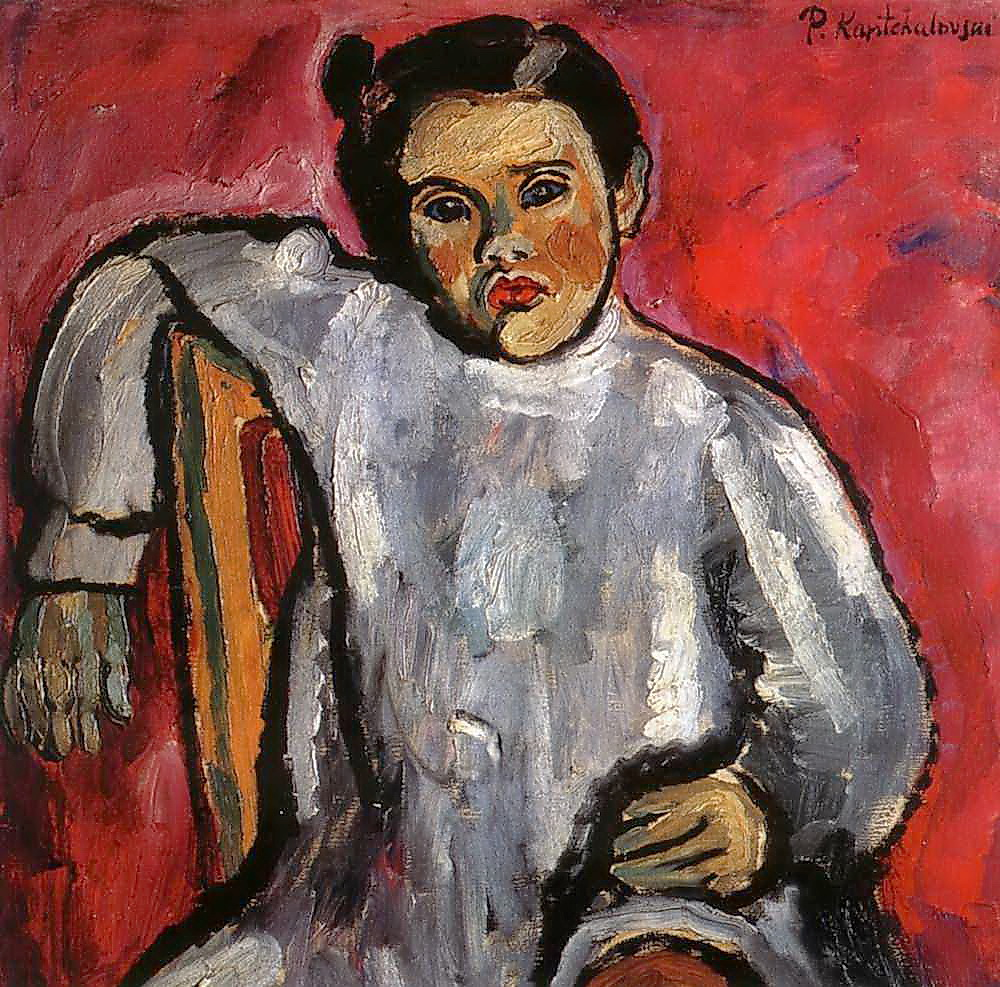
Piotr Kontchalovski : Natacha sur une chaise (1910).

Valet de Carreau (en russe : Бубновый валет, Jack of Diamonds ou Knave of Diamonds) est un mouvement pictural moscovite des années 1910-1917, dont les buts reposent sur l'interprétation des leçons de Paul Cézanne, Henri Matisse et du postimpressionnisme français, du fauvisme et de l'expressionnisme allemand du Blaue Reiter (Le Cavalier bleu). Il fut, pendant deux ans, le mouvement phare de l'avant-garde russe. C'est aussi le nom de l'exposition organisée par les aveniristes, Bourliouk et Larionov, en 1910, et qui fut à l'origine du mouvement. Elle fut suivie d'autres expositions du même nom jusqu'en 1917.

## Histoire
Le nom de Valet de Carreau est trouvé par Michel Larionov. Il passait l'été de 1909 dans la maison des frères Bourliouk, à Tchernianka en Ukraine, leur séjour campagnard, à l'embouchure du Dniepr. C'est au cours de cet été qu'ils commencent à élaborer un style moins apparenté à l'école française. Ensemble, avec Aristarkh Lentoulov, ils préparent aussi une exposition des aveniristes à laquelle ils donnent le nom de  Valet de Carreau. Elle a lieu en décembre 1910-janvier 1911 et a un succès de scandale. D'abord parce qu'Ilia Répine, en entrant dans la salle, crache pour exprimer son mépris à la russe et sort immédiatement. Les œuvres exposées, au lieu de visions extatiques, montrent le vulgaire et le laid. C'est le début du déclin de l'Âge d'argent. Ensuite, parce que le choix des 38 artistes présentant 250 œuvres représente une confrontation internationale qui allait encore plus loin que Venok (La Guirlande) dans sa volonté de créer l'art du XXe siècle et de mettre fin à l'ancien. Des peintres français sont invités. Alexandre Mercereau est chargé de choisir les œuvres de peintres français représentés à l'exposition (Jean Metzinger, Albert Gleizes, Henri Le Fauconnier, André Lhote). Des Italiens, des Russes de Munich (dont Kandinsky avec Gabriele Münter et Alexej von Jawlensky) et les Allemands (dont Ernst Ludwig Kirchner, Otto Mueller, Alexander Kanoldt), les Hollandes de Paris (dont Kees van Dongen) et une pléiade de Russes dont le cœur étaient des étudiants du Collège de Moscou renvoyés pour « gauchisme » : Piotr Kontchalovski, et son élève Vladimir Boberman, Aristarkh Lentoulov, Robert Falk et Ilia Machkov,. Malevitch expose trois tableaux. Il participe également aux expositions qui suivent, un peu en guise de protestation, à la suite d'une querelle avec Larionov.
Après cette période 1910-1913, et jusqu'en 1917, le Valet de Carreau accepte des peintres de courants cubo-futuristes les plus extrêmes (Malevitch, Morgounov, Lioubov Popova, Alexandra Exter) puis des suprématistes (à l'exposition de 1916, Malevitch expose cinquante-neuf toiles). Le groupe publie également des œuvres concernant la théorie de l'art. 

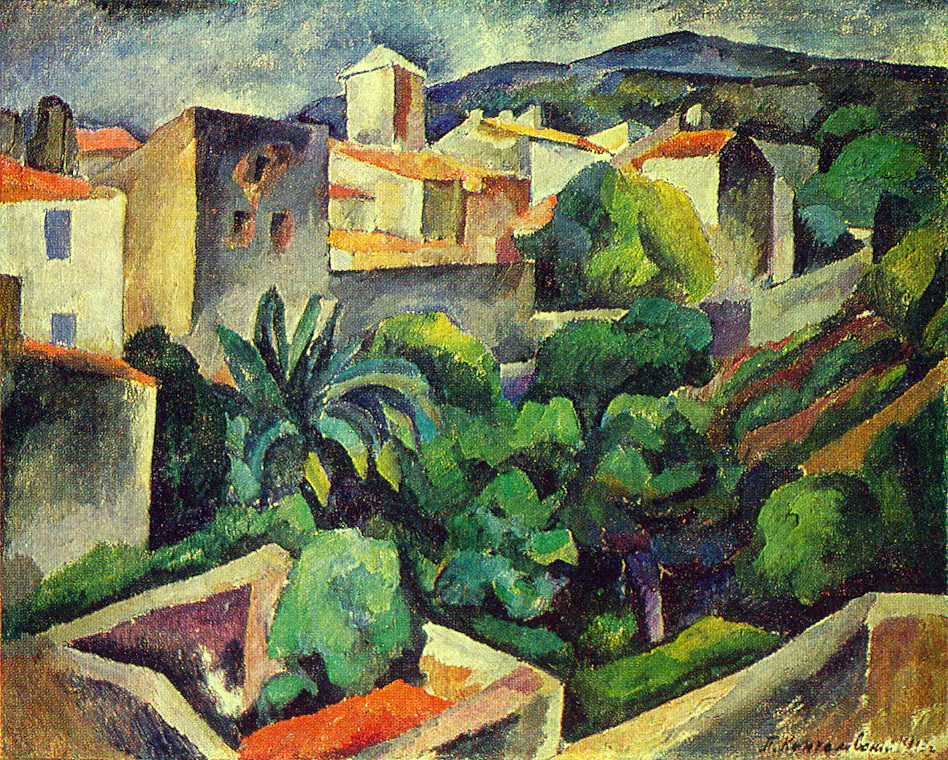
Piotr Kontchalovski, Cassis vue de la fenêtre, 1913.

Braque et Picasso ont participé plusieurs fois aux expositions du Valet de Carreau en Russie
qui suivirent la première de 1909 et qui se poursuivent jusqu'en 1917. Selon Jean-Claude Marcadé le groupe a fait partie de l'avant-garde russe entre 1910 et 1913, le temps de quatre expositions. Pourtant, Marie Laurencin, qui a rompu avec eux dès novembre 1912, y expose elle aussi en 1913.
Ses représentants les plus célèbres sont entre autres Alexandra Exter, le couple Michel Larionov et Nathalie Gontcharoff, Piotr Kontchalovski, Aristarkh Lentoulov, Robert Falk, Alexandre Osmerkine, Alexandre Chevtchenko, Ilia Machkov, Alexandre Kouprine, Vasily Rozhdestvensky. Toutefois, Michel Larionov et Nathalie Gontcharoff abandonnent rapidement ce mouvement pour créer celui de la Queue d'Âne dès 1911. 
Dès le début de l'organisation du mouvement du Valet de Carreau il y eut une lutte de pouvoir entre Larionov et les « maîtres du cézanisme russe » qu'étaient Ilia Machkov, Aristarkh Lentoulov, Piotr Kontchalovski. Ces derniers, marqués au départ par le loubok, se sont vite laissés dominer par la « peinture civilisée » des ateliers et des académies devenant  petit à petit un « académisme d'avant garde » comme le nomme Jean-Claude Marcadé. Larionov et Gontcharoff refusaient de collaborer plus longtemps avec ces artistes du groupe lié aux Bourliouk. Ils considèrent rapidement que les artistes du groupe Valet de Carreau piétinent et copient aveuglément Cézanne sans apporter d'idée nouvelle dans l'art. Mis à part les Bourliouk, les acteurs cézanistes du Valet de Carreau devinrent vite des « peintres de salon »  
qui ne faisaient que répéter les mêmes refrains.

## Œuvres exposées
Ce sont des natures mortes ou ici des portraits, des sujets extrêmement simples et insignifiants de manière à éviter l'anecdotique et le pittoresque. Ce sont des recherches pour leurs expériences abstraites dans la composition formelle et la couleur.

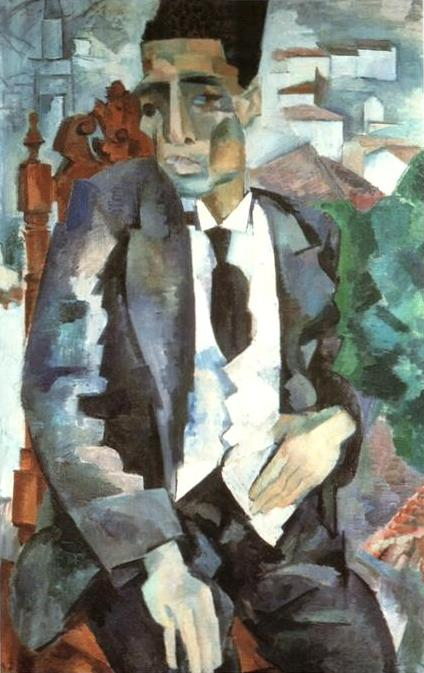
Robert Falk: Mikhad Refatov, 1915
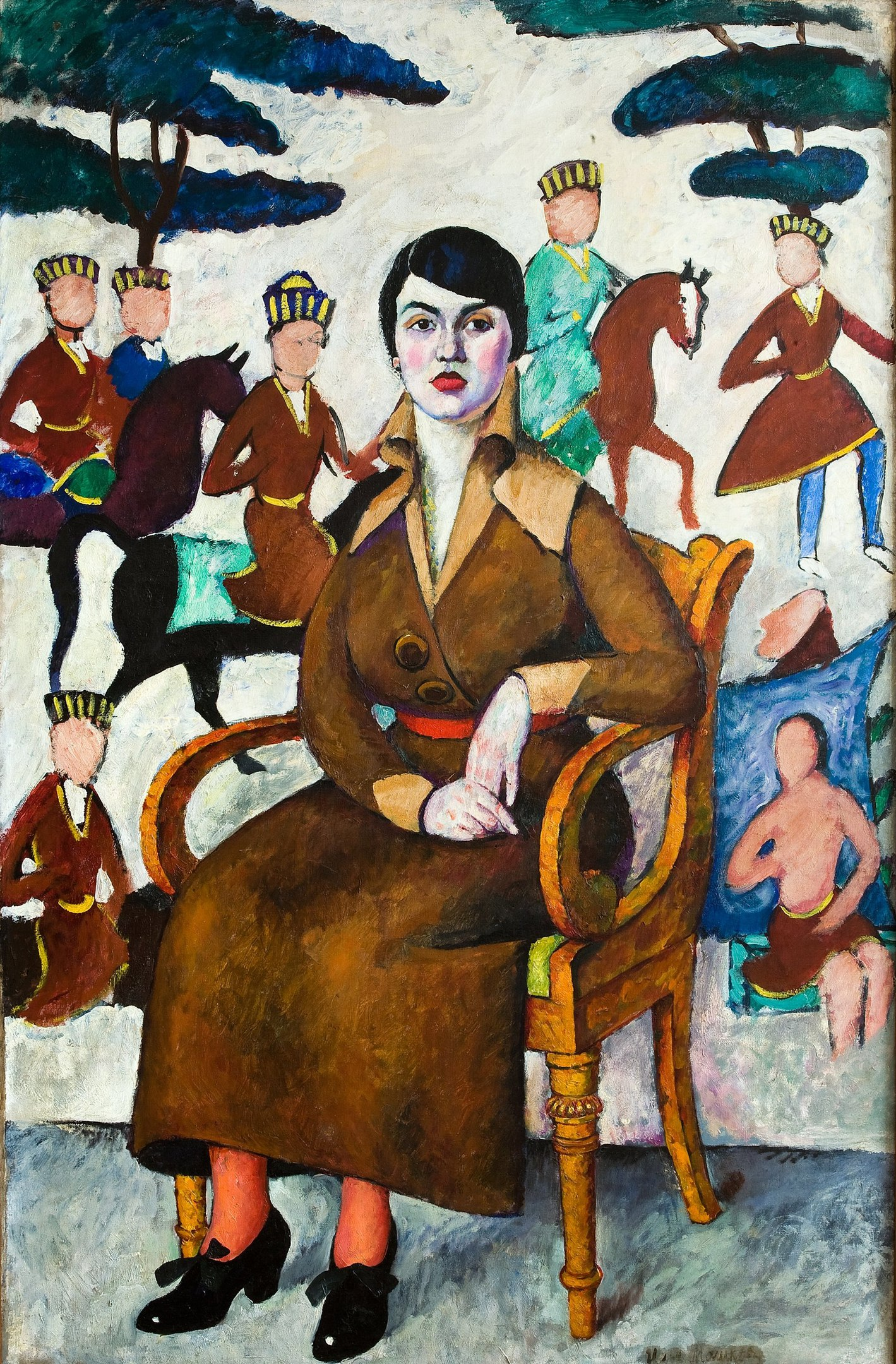
Ilia Machkov: Portrait d'une femme sur une chaise, 1915
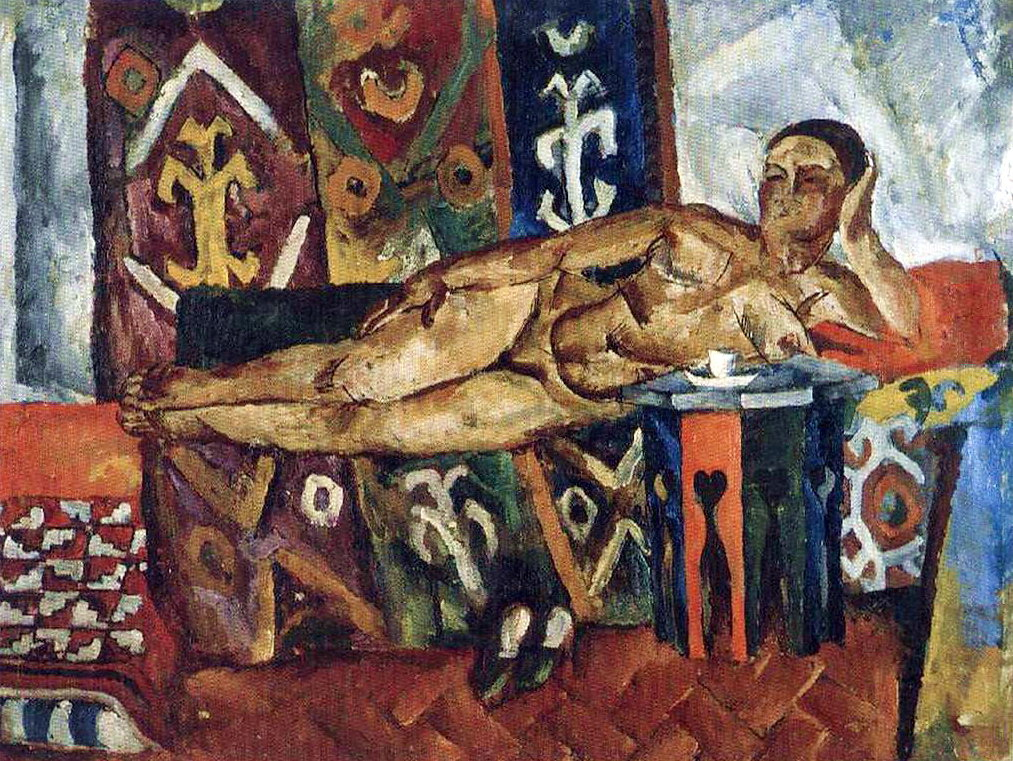
Piotr Kontchalovski: Scheherazade, 1916
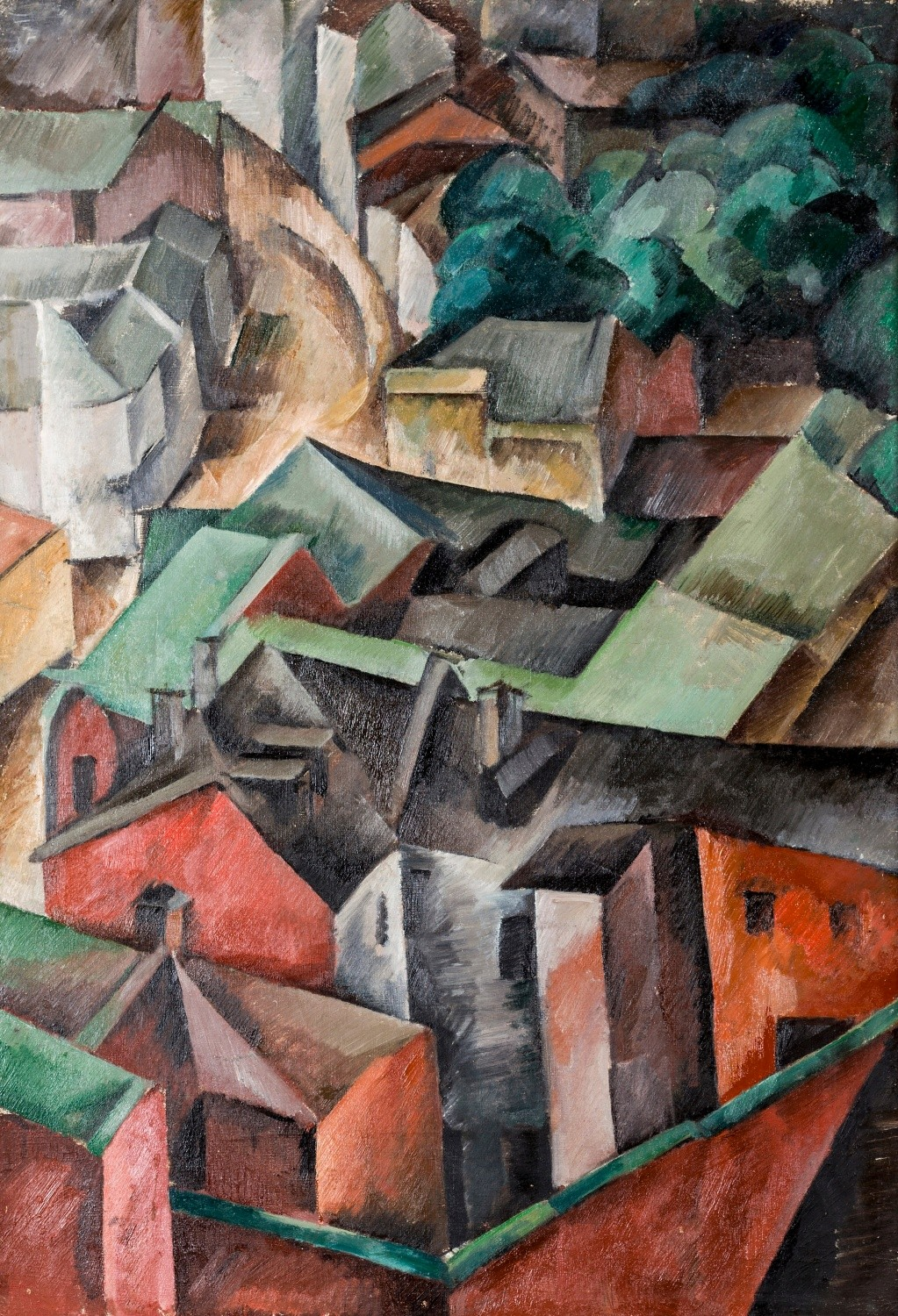
Alexandre Osmerkine: Paysage urbain, 1917
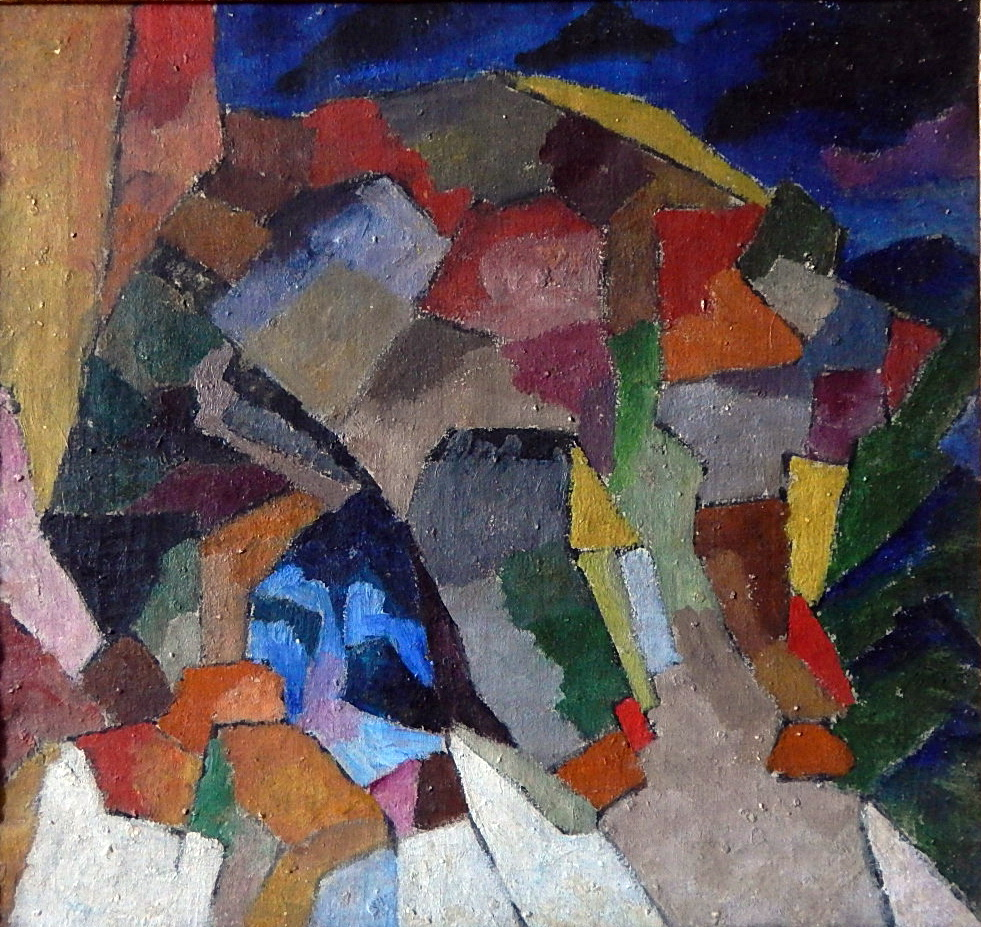
Aristarkh Lentulov: "Rochers à Kislovodsk", 1913
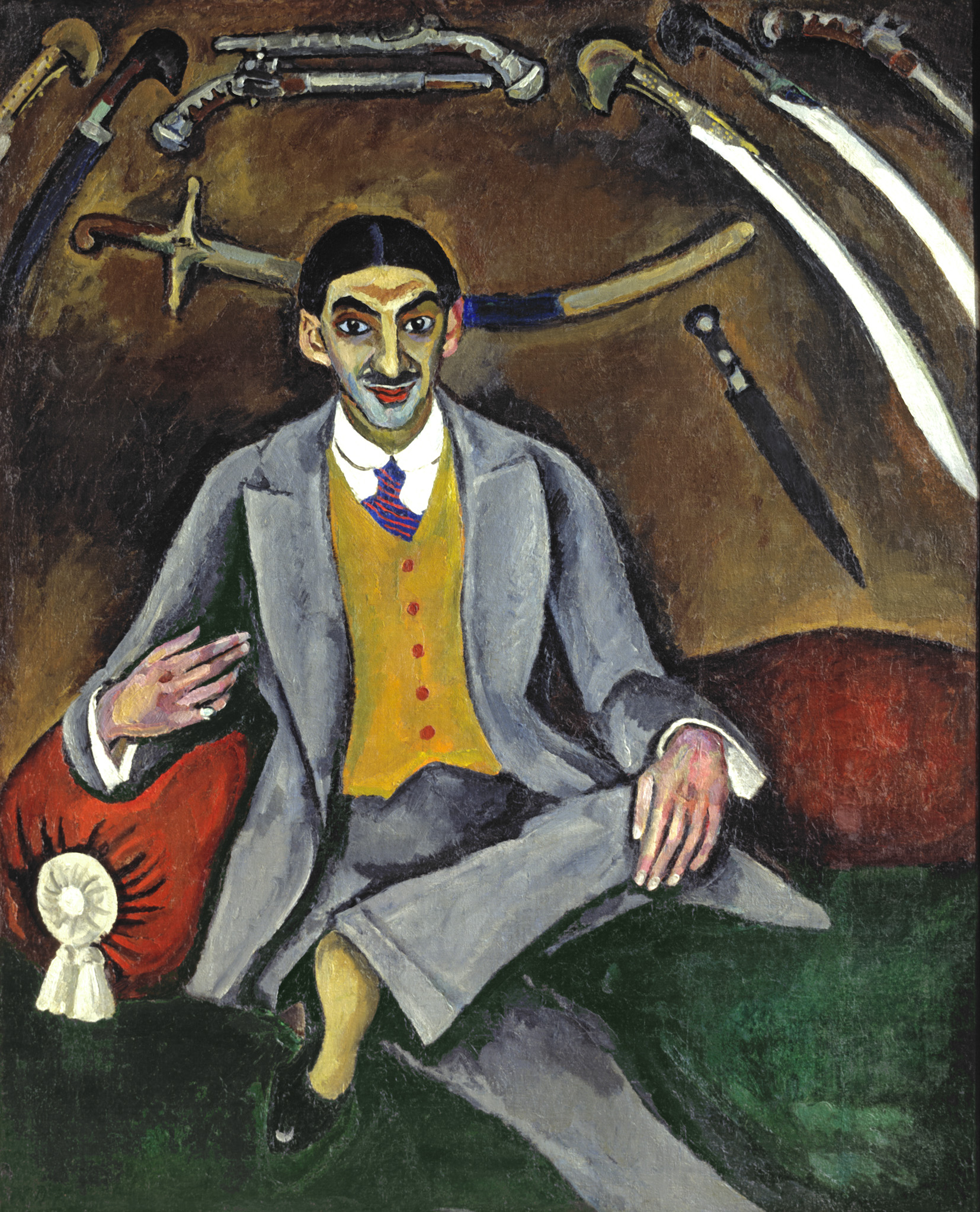
Gueorgui Iakoulov par Piotr Kontchalovski (1910, GTG)

Le portrait de Gueorgui Iakoulov est une des œuvres les plus significatives de l'esthétique du groupe à cette époque. L'exotisme orientaliste qui émane du décor et du personnage à la limite de la caricature et proche du primitivisme.

## Expositions
- Les peintres russes de Valet de Carreau, entre Cézanne et l'avant-garde, Salle d'expositions de la principauté de Monaco, 2004.

## Note
1. ↑  Cette région donne son nom à un autre groupe : Gileia fondé par les aveniristes.
2. ↑  Deux sont connus  Fruits  et  Servantes avec des fleurs. Voir Jean-Claude Marcadé op. cit., p. 66.